# Спас-Нурма
Спас-Нурма — деревня в Грязовецком районе Вологодской области.
Входит в состав Ростиловского муниципального образования, с точки зрения административно-территориального деления — в Ростиловский сельсовет.
Расстояние по автодороге до районного центра Грязовца — 18,5 км, до центра муниципального образования Ростилово — 11,5 км. Ближайшие населённые пункты — Дор, Мышкино, Ермолино.
В деревне находится недействующая церковь Происхождения Честных Древ Креста Господня. При церкви кладбище. 
По переписи 2002 года население — 3 человека.